# Jikkyō Powerful Pro Yakyū 2000
 (mars 2021).
Si vous disposez d'ouvrages ou d'articles de référence ou si vous connaissez des sites web de qualité traitant du thème abordé ici, merci de compléter l'article en donnant les références utiles à sa vérifiabilité et en les liant à la section « Notes et références ».
Jikkyō Powerful Pro Yakyū 2000 (実況パワフルプロ野球2000) est un jeu vidéo de baseball sorti en 2000 sur Nintendo 64 uniquement au Japon. Le jeu a été développé et édité par Konami.
Le jeu fait partie de la série Jikkyō Powerful Pro Yakyū.